# Critérium du Dauphiné libéré 1974
La 26e édition du Critérium du Dauphiné libéré a eu lieu du 3 juin au 10 juin 1974. Elle a été remportée par le Français Alain Santy. Il devance au classement général Raymond Poulidor et Jean-Pierre Danguillaume.	

## Classement général final
| Rang | Vainqueur                | Équipe | Pays    | Temps            |
| ---- | ------------------------ | ------ | ------- | ---------------- |
| 1er  | Alain Santy              |        | France  | 37 h 10 min 14 s |
| 2e   | Raymond Poulidor         |        | France  | 4 s              |
| 3e   | Jean-Pierre Danguillaume |        | France  | 48 s             |
| 4e   | Miguel Maria Lasa        |        | Espagne | 1 min 42 s       |
| 5e   | Roger Pingeon            |        | France  | 1 min 47 s       |
| 6e   | Luis Ocana               |        | Espagne | 6 min 39 s       |
| 7e   | José Pesarrodona         |        | Espagne | 7 min 6 s        |
| 8e   | Domingo Perurena         |        | Espagne | 7 min 36 s       |
| 9e   | Mariano Martinez         |        | Espagne | 9 min 20 s       |
| 10e  | Andres Oliva             |        | Espagne | 10 min 53 s      |

## Étapes
| Étape       | Date    | Villes étapes             | type                         | Distance (km) | Vainqueur d'étape       | Leader du classement général |
| ----------- | ------- | ------------------------- | ---------------------------- | ------------- | ----------------------- | ---------------------------- |
| Prologue    | 3 juin  | Roanne – Roanne           | contre-la-montre par équipes | 7,85          | Kas-Kaskol              | José Pesarrodona             |
| 1re a étape | 4 juin  | Annecy – Chalon-sur-Saône |                              | 145           | Domingo Perurena        | José Pesarrodona             |
| 1re b étape | 4 juin  | Chalon-sur-Saône – Mâcon  |                              | 75            | Gerrie Knetemann        | Gerrie Knetemann             |
| 2e étape    | 5 juin  | Mâcon – Lons-le-Saunier   |                              | 194           | Bernard Croyet          | Bernard Croyet               |
| 3e étape    | 6 juin  | Lons-le-Saunier – Lyon    |                              | 218           | Frans Van Looy          | Frans Van Looy               |
| 4e étape    | 7 juin  | Grenoble – Grenoble       |                              | 186           | Alain Santy             | Alain Santy                  |
| 5e étape    | 8 juin  | Grenoble – Gap            |                              | 171           | José Catieau            | Alain Santy                  |
| 6e a étape  | 9 juin  | Veynes – Veynes           |                              | 144           | Juan Manuel Santisteban | Alain Santy                  |
| 6e b étape  | 9 juin  | Privas – Vals-les-Bains   | contre-la-montre individuel  | 34            | Raymond Poulidor        | Alain Santy                  |
| 7e étape    | 10 juin | Vals-les-Bains – Avignon  |                              | 216           | Jesús Manzaneque        | Alain Santy                  |